# Maidan Konstytutsii (métro de Kharkiv)
Maidan Konstytutsii (en ukrainien : Майдан Конституції) est une station de la ligne Kholodnohirsko-Zavodska (L1) du métro de Kharkiv. Elle est située sur rue Soumska et Place de la Constitution au centre de la ville de Kharkiv en Ukraine.
Mise en service en 1975, elle est desservie par les rames de la ligne 1. Le service est arrêté ou perturbé depuis l'invasion de l'Ukraine par la Russie en 2022.

## Situation sur le réseau

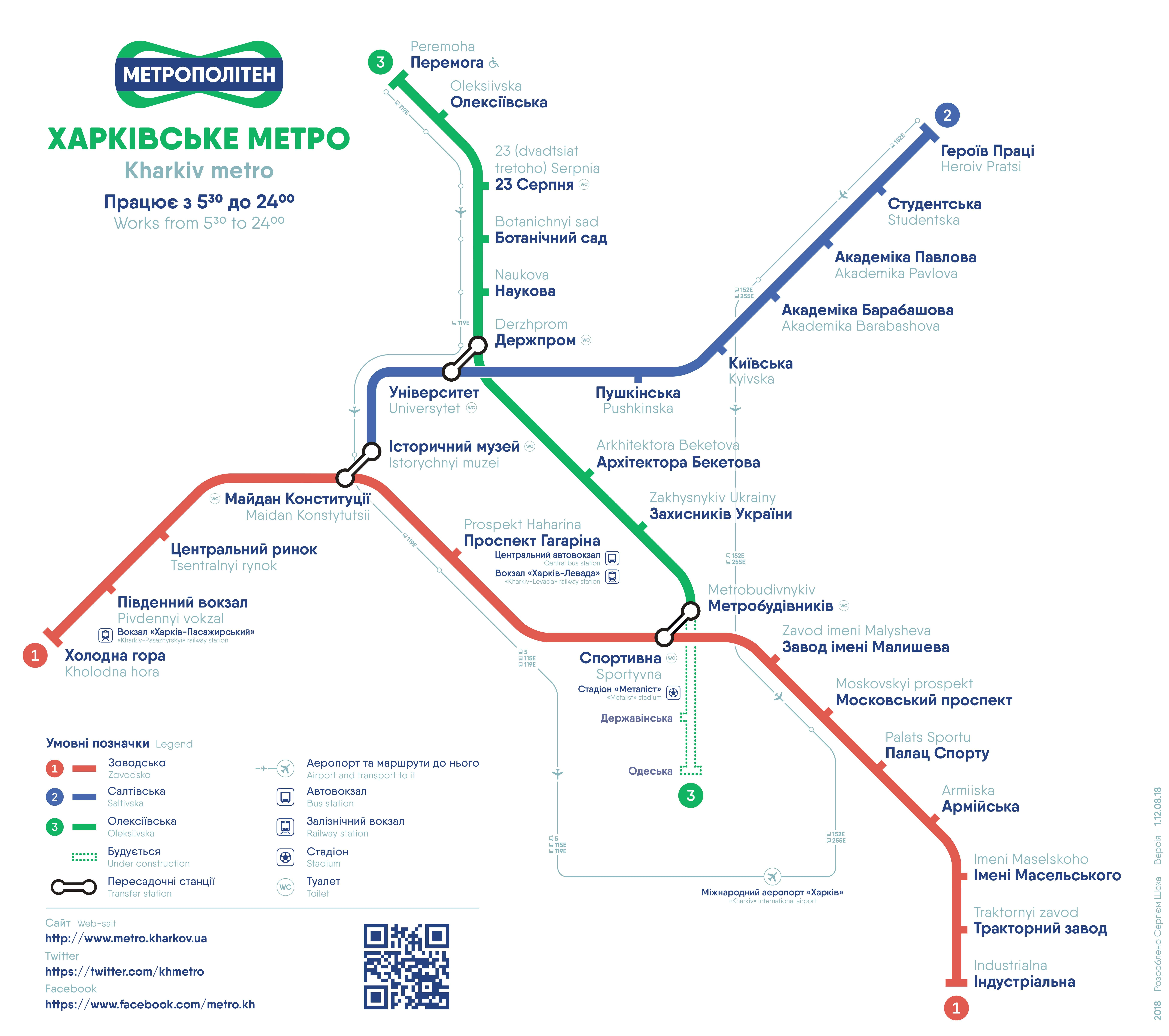
Plan du métro.

Établie en souterrain, la station Maidan Konstytutsii, est une station de passage de la ligne Kholodnohirsko-Zavodska (L1) du métro de Kharkiv. Elle est située entre la station Tsentralnyi rynok, en direction du terminus ouest Kholodna hora, et la station Prospekt Haharina, en direction du terminus est Industrialna.
Elle dispose d'un quai central encadré par les deux voies de la ligne.